# 樊祖荫
樊祖荫（1940年1月—2025年6月10日），男，浙江余姚人，中国作曲家、音乐学家，中国音乐学院前院长，生前任中国少数民族音乐学会会长。

## 生平
中学曾就读于浙江省余姚中学。1956年-1964年，就读于上海音乐学院附中，并升入上海音乐学院本科。师从沙汉昆、陈铭志、王云阶、黎英海等前辈学习作曲。1964年9月，转学入读中国音乐学院，1965年，于中国音乐学院毕业。毕业后，在中国音乐学院与中央音乐学院任教。
1983年-1996年，先后担任中国音乐学院音乐研究所副所长，中国音乐学院教务处处长，中国音乐学院副院长，中国音乐学院院长等职务。
樊祖荫还是《中国音乐》的主编，中国少数民族音乐学会会长和中国传统音乐学会副会长。

## 著述
- 《中国各民族民歌56首》
- 《小花鼓—儿童钢琴小曲61首》
- 《儿童歌曲写作概论》
- 《和声写作教程》
- 《中国多声部民歌概论》
- 《中国五声性调式和声的理论与方法》
- 《中国民间多声部音乐论稿》，中央音乐学院出版社
- 《樊祖荫儿童钢琴小曲》，中央音乐学院北京环球音像出版社出版，北京环球音像出版社出版

## 獲獎
- 1992年，獲国务院政府特殊津贴[1]
- 1996年，文化部优秀教材二等奖（《中国多声部民歌概论》）[1]
- 1999年，文化部首届“区永熙优秀音乐教育奖”[1]
- 2006年，文化部文化艺术科学优秀成果二等奖[1]
- 2008年，北京市普通高等院校精品教材奖[1]